# Tulsa finitella
Tulsa finitella är en fjärilsart som beskrevs av Walker 1863. Tulsa finitella ingår i släktet Tulsa och familjen mott. Inga underarter finns listade i Catalogue of Life.